# Hilmar Luckhardt
Hilmar Francis Luckhardt (Chicago, 13 maart 1913 – Madison, 8 juli 1984) was een Amerikaans componist, muziekpedagoog en fluitist. Voor bepaalde werken gebruikte hij het pseudoniem: Daniel de Mauvaise-Chauce. Hij was het oudste van drie kinderen van het echtpaar Arno Benedict Luckhardt (1885-1957) en Luella Catherine LaBolle.

## Levensloop
Luckhardt studeerde onder anderen aan de Universiteit van Chicago en behaalde aldaar zijn Master of Music met zijn Passacaglia in 1936. Hij was vanaf 1939 docent en later tot 1979 professor voor muziektheorie en compositie aan de Universiteit van Wisconsin in Madison.
Als componist schreef hij meer dan 50 werken voor orkest, harmonieorkest, vocale muziek, kamermuziek, filmmuziek en werken voor orgel en piano.
Hij huwde op 15 augustus 1942 in Richmond met Dorthy Virginia Walker (1920-1990). Samen hadden zij 3 dochtertjes Deborah Lee, Mary Denise en Jennifer Ann.

## Composities

### Werken voor orkest

#### Symfonieën
- 1946 Symfonie nr. 2
- 1966 Symfonie nr. 3 - (Sinfonietta in F)
- 1969 Symfonie nr. 4
- Symfonie nr. 1

#### Concerten voor instrumenten en orkest
- 1945-1946 Concert, voor cello en orkest
- 1973 Concert, voor altviool en orkest

#### Andere werken voor orkest
- 1936 Passacaglia, voor orkest
- 1940 Chorale Prelude nr. 1
- 1944 Chorale Prelude nr. 3
- 1944 Variations on a Polish Folk Song
- 1966 Symmetries
- 1976 French Overture in Baroque Style, voor strijkorkest
- 1976 Symphonic Variations, voor piano en orkest
- Construction Serialized in Seven Parameters for Three Ensembles

### Werken voor harmonieorkest en koperensemble
- 1939 Aurora March
- 1964 Analogue Overture, ook bekend als A Minor Overture
- 1964 Ariadne's Thread
- 1965 Polonaise
- 1966 Via Dolorosa: A Prelude to a Crucifixion, voor koperensemble (2 trompetten, 3 (of 6) kornetten, 4 hoorns, bariton, eufonium, 3 trombones, 4 tuba's) en slagwerk (kleine trom, tenortrom, grote trom, pauken)
- 1968 Concerto Grosso in Neo-Baroque Style, voor koperensemble (3 trompetten. 3 hoorns, 2 eufonium, 3 trombones, 2 tuba's)

### Vocale muziek

#### Werken voor koor
- 1960 Anthem for Passion Sunday or Good Friday, voor gemengd koor
- 1960 Missa Brevis, voor gemengd koor (SSATBB)
- 1960 Psalm 103, voor gemengd koor en orgel
- 1960 Wisconsin, voor gemengd koor en harmonieorkest (en/of orkest)
- 1970 Anthem for Palm Sunday, voor drie koren en orgel
- 1975 Carroll's Carol, voor gemengd koor
- Life of My Life - Madrigaletto in 16th Century Style, voor vijf stemmen
- Madrigaletto, voor vier stemmen
- Strider Faceva, voor vijf stemmen

#### Liederen
- 1968 Colin's Song, voor zangstem en piano
- 1969 Dennie's Wedding Song, voor bariton en orgel
- 1971 A Whitman set, voor tenor, altviool, hoorn en celesta - tekst: Walt Whitman
- No More, voor zangstem en piano

### Kamermuziek
- 1940-1941 Strijkkwartet nr. 2
- 1941 Sonatine voor viool en altvool
- 1944 Sonate, voor altviool en piano
- 1966 Blaaskwintet nr. 1
- 1968 Strijkkwartet nr. 3 - opgedragen aan het Pro Arte Quartet
- 1970 Strijkkwartet nr. 4 D majeur
- 1976 Blaaskwintet nr. 2
- 1976 Koperkwintet nr. 1
- 1976 Octet, voor koperblazers (2 trompetten, 2 hoorns, eufonium, 2 trombones en tuba)
- 1977 Trio for Strings "Phrygian", voor viool, altviool en cello
- 1980 Koperkwintet nr. 2 (onvoltooid)
- Chorale Prelude, voor viool, altviool en orgel
- Kwartet, voor piccolo, 2 dwarsfluiten en altfluit
- Sonate, voor hobo en piano
- Sonate nr. 1, voor viool en piano (onvoltooid)
- Sonate nr. 2, voor viool en piano (onvoltooid)
- Strijkkwartet nr. 1 a mineur

### Werken voor orgel
- 1969 Dennie's Wedding Processional

### Werken voor piano
- 1959 Symmetry nr. 1, 2, 3, 4, 5
- 1960 Three Toccatas
- 1976 Hommage à Chopin
- Collection of 16 Small Pieces for Beginners
- Hommage à Chopin nr. 2
- Reflections
- Sonate
- Variations on Pussy Cat, Pussy Cat
- Variations on a Theme by Mozart

### Filmmuziek
- 1952 The Milwaukee Way
- 1953 Cancer Research at McArdle
- The Face of Youth

## Publicaties
- Music H30; Fundamentals of musicianship (I), Madison, Wis., University of Wisconsin--Madison. Correspondence Instruction Program, 1963. 63 p.
- Music H31; Fundamentals of musicianship (II), Madison, Wis., University of Wisconsin--Madison. Correspondence Instruction Program, 1963. 34 p.
- Harmonic counterpoint, Dubuque, Iowa, W.C. Brown, 1949.